# Christoph Binder (Bibliothekar)
Christoph Heinrich Binder (* 18. Juni 1951 in Graz) ist ein österreichischer Bibliothekar.

## Leben
Christoph Binder wurde am 18. Juni 1951 in Graz geboren. Nach der Matura am Grazer Pestalozzi-Gymnasium im Jahre 1969 begann er ein Germanistikstudium sowie ein Studium der Klassischen Philologie an der Universität Graz. Sein Studium finanzierte er sich dabei durch Stipendien, sowie seine Tätigkeiten als Nachhilfelehrer, Vertragslehrer und Mitarbeiter der Hammer-Purgstall-Gesellschaft. Er schloss sich während seiner Studienzeit der A.V. Winfridia Graz, einer nichtfarbentragenden und nichtschlagenden Studentenverbindung, an. Am 31. März 1977 wurde er zum Dr. phil. promoviert
Ein bis zwei Jahre vor seinem Studienabschluss trat er in den Jahren 1975 oder 1976 in die Steiermärkische Landesbibliothek ein und arbeitete sich binnen kürzester Zeit vom Vertragsbediensteten zum Sekretär der Landesausstellung 1976 „Literatur in der Steiermark“ hoch. Danach arbeitete er von 1977 bis 1982 als Magistratsbeamter der Stadt Wien in der Direktion der Wiener Städtischen Büchereien, ehe er wieder in seine Heimatstadt zurückkehrte und wieder in den Dienst der Steiermärkischen Landesbibliothek trat. Nachdem er im Jahre 1993 zum Direktorstellvertreter aufgestiegen war, leitete er die Steiermärkische Landesbibliothek ab 2003 als Direktor. Unter seine Amtszeit fiel auch die komplette Neugestaltung der Landesbibliothek, die im Jahre 2012 neu eröffnet wurde. Nachdem Binder mit Ende des Jahres 2013 in Pension gegangen war, folgte ihm Katharina Kocher-Lichem als Leiterin der Steiermärkischen Landesbibliothek nach.
Neben seiner Tätigkeit an der Bibliothek war Binder, der seit 1983 mit seiner Frau Ruth (geborene Tillich) verheiratet ist und mit dieser zwei Söhne hat, auch von 1990 bis 1998 als Lehrbeauftragter an der Berufspädagogischen Akademie des Bundes in Graz für Sprach- und Sprecherziehung tätig. Des Weiteren war er auch Vortragender im Bildungsheim St. Martin, wobei er eine eigene Vortragsreihe mit dem Titel „Literatur im Schloss“ betraute und in dieser Funktion unzählige Vorträge und Einführungen zu Autorenlesungen hielt. Darüber hinaus war Binder von 1990 bis 1999 ein Jurymitglied für die Vergabe des Literaturpreises des Landes Steiermark. Während seiner Tätigkeit wurde ihm mitunter der Ehrentitel Hofrat verliehen. Weiters war Binder im Vorsitz der Otto-Stoessl-Stiftung, die seit 1982 alle zwei Jahre den Otto-Stoessl-Preis vergibt, sowie im Vorsitz der Stiftung Grazer Theatergemeinschaft und im Vorsitz der Christian Schölnast Volks- und Heimatkundeprivatstiftung. Außerdem war das Mitglied des österreichischen P.E.N.-Clubs, des Kiwanis-Clubs Graz und des Wissenschaftlichen Beirats des Austria-Forums Alter Herr mehrerer katholischen Studentenverbindungen im Mittelschüler-Kartell-Verband (MKV) und im Kartellverband katholischer nichtfarbentragender akademischer Vereinigungen Österreichs (ÖKV). Durch Einladung des damaligen Obmanns des Odilien-Blindeninstitut in Graz, Franz Fink, und einer persönlichen Betroffenheit, Erblindungen bzw. schwerster Sehbehinderungen nächster Angehöriger, fungierte Binder ab Januar 1994 als Kurator des Odilien-Institutes. 2002 stieg er zum stellvertretenden Obmann auf und ist seit Mai 2008 ehrenamtlicher Obmann der Institution.

## Auszeichnungen
- Im März 2016 erfolgte Binders Ernennung zum Bürger der Stadt Graz und die Überreichung der Ehrenbürgerurkunde durch den Grazer Bürgermeister Siegfried Nagl.[5]
- 2018: Großes Ehrenzeichen des Landes Steiermark[6][7]